# Istmina
Istmina ist eine Gemeinde (municipio) im Departamento Chocó in Kolumbien.

## Geographie
Istmina liegt im Süden von Chocó in der Subregion San Juan, etwa 64 km von Quibdó entfernt am Río San Juan. An die Gemeinde grenzen im Norden El Cantón de San Pablo, Unión Panamericana und Tadó, im Osten Río Iró, Medio San Juan und Sipí, im Süden Litoral de San Juan und im Westen Bajo Baudó und Medio Baudó.

## Bevölkerung
Die Gemeinde Istmina hat 25.981 Einwohner, von denen 20.738 im städtischen Teil (cabecera municipal) der Gemeinde leben (Stand: 2019). Istmina ist gemeinsam mit Tadó Sitz des Bistums Istmina-Tadó.

## Geschichte
Der Name Istmina setzt sich zusammen aus Istmo (span. für Isthmus) und Mina (span. für Mine), zwei der Charakteristika der Region. Im Jahr 1874 erhielt die spanischstämmige María Rosalia Urrutia von der spanischen Krone die Hoheit über das Land, das am linken Ufer des Río San Juan liegt (der heutige Ortsteil Cubis). Sie gab der Siedlung den Namen Minas de San Juan Evangelista und errichtete eine Bergbau-Siedlung mit über 200 aus Afrika stammenden Sklaven zur Goldgewinnung. In der Folge siedelten sich auch Händler am gegenüberliegenden Flussufer an. Dieser Ort wurde zunächst als Boca de San Pablo bekannt. Die ersten administrativen Strukturen wurden 1836 geschaffen.

## Persönlichkeiten
- Jhon Córdoba (* 1993), Fußballspieler
- Ronal Longa (* 2002), Sprinter